# Stažnjevec
Stažnjevec falu Horvátországban Varasd megyében. Közigazgatásilag Ivanechez tartozik.

## Fekvése
Varasdtól 14 km-re délnyugatra, községközpontjától 5 km-re kelet-északkeletre a Bednja-folyó bal partján fekszik.

## Története
A települést I. Ferdinánd király 1564-ben kelt oklevelében említik "Sthranoucz" alakban. Ebben a király megerősíti a gersei Pethő családot birtokaiban. 1650-ben III. Ferdinánd oklevelében melyben birtokokat adományozott Varasd vármegye akkori főprépostjának, Dénes fia Miklósnak a bélai uradalom részeként Sztrazsnovec is szerepel. 
A falunak 1857-ben 257, 1910-ben 466 lakosa volt. 1920-ig Varasd vármegye Ivaneci járásához tartozott. 2001-ben 102 háztartása és 333 lakosa volt.

## Külső hivatkozások
- Ivanec város hivatalos oldala
- Az ivaneci turisztkai egyesület honlapja
- Lejla Dobronić: A keresztesek, a johanniták és a szentsír lovagok horvátországi rendházai és birtokai